# Canibália: Ritmos do Brasil
Canibália: Ritmos do Brasil é o quinto álbum ao vivo da artista musical brasileira Daniela Mercury. A gravação foi realizada durante um espetáculo em 31 de dezembro de 2010, durante a comemoração do ano-novo na praia de Copacabana, no Rio de Janeiro, e resultou em um disco ao vivo e um DVD, lançados em 25 de novembro de 2011 pela Som Livre.
O espetáculo, anunciado em 4 de novembro, contou com a presença da escola de samba Unidos da Tijuca, do grupo cultural AfroReggae, do grupo Boi Garantido, de Parintins, e da Banda Didá, da Bahia. Pequenos vídeos foram disponibiliados no perfil oficial da cantora no YouTube, mostrando os bastidores do projeto, para que todos possam acompanhar o desenvolvimento do mesmo. Duas canções foram divulgadas, em 1 de novembro, "É Carnaval" e "Iluminado", disponíveis apenas para serem ouvidas através do YouTube. Em 10 de julho de 2011, o Canal Brasil apresentou um especial sobre a cantora, contendo um making-of da gravação, além do próprio projeto na íntegra.

## Idealização
Em entrevista ao jornal baiano Correio, Daniela Mercury disse que a ideia de gravar um DVD na cidade do Rio de Janeiro não era nova, mas, vinha desde novembro de 2010, quando recebeu o convite da Rede Globo. Quando surgiu o oportunidade de participar da comemoração do ano-novo na "cidade maravilhosa", resolveu juntar ambas ideias e gravar o espetáculo. "Quero levar para o mundo, neste DVD, o espírito do Brasil, os ritmos da nossa terra e abrir mais fronteiras, fazendo meu país mais amado e respeitado no mundo. Eu sou a eterna menina baiana que busca trazer luz através da minha arte. Quero ver o mundo inteiro sambar", concluiu Mercury.

### Anúncio
Três dias após o lançamento das canções "É Carnaval" e "Iluminado", uma nota foi publicada no site oficial da cantora informando que, inicialmente, as canções não estarão disponível para download ou em mídia física, pois estariam no próximo DVD e CD de Mercury. Em 13 de dezembro de 2010, o jornal baiano A Tarde publicou uma nota confirmando que a cantora faria a gravação de seu próximo DVD na orla de Copacabana. Para o jornal carioca O Dia, Mercury disse que "o samba-reggae já se tornou o ritmo do Brasil e vai estar presente. Vou fazer uma homenagem também à América Latina, com minhas músicas (‘Rapunzel’ e ‘Canto da Cidade’). Vou trazer escola de samba (Unidos da Tijuca) e o boi de Parintins (22 pessoas vêm do Amazonas para a festa da virada). Será um manifesto de união e diversidade. Vai ser como juntar todo meu desejo da minha carreira".

## Gravação e produção
Sobre o projeto, Mercury declarou que terá "a honra de cantar como brasileira, como artista, já conhecida há muitos anos e que tenho a minha carreira confirmada e acolhida pelo Rio". Durante um ensaio realizado no Centro Cultural Waly Salomão, em Vigário Geral, subúrbio do Rio, Daniela disse que "Este DVD será um olhar sobre o Brasil, para que a gente se conheça mais, olhe para nossa própria cultura e para que tenhamos a sensação da diversidade rítmica do Brasil. E o AfroReggae vai estar lá comigo. Vai ser o Brasil gravando comigo em Copacabana e depois sendo exibido no mundo inteiro". A direção artística do projeto ficou sob a tutela de Vavá Botelho, diretor do Balé Folclórico da Bahia, enquanto a produção musical do projeto é responsabilidade de Flávio Dultra, Alê Siqueira e Gabriel Povoas, que é o diretor musical.

### Repertório
Baseado em seu último álbum de estúdio, Canibália, que trouxe a mistura de gêneros e ritmos, o espetáculo gravado em Copacabana, também traz uma espécie de "antropofagia", com canções em novos arranjos, e grandes sucessos da carreira da cantora. O samba é o gênero que puxa o álbum e, Daniela Mercury demonstra essa "antropofagia" quando misturou quatro grandes compositores brasileiros - Ary Barroso (Minas Gerais), Baden Powell e Vinícius de Moraes (Rio de Janeiro) e Dorival Caymmi (Bahia) - em uma única canção, "Bênção do Samba", presente em seu último álbum. Em nota oficial, divulgada no site oficial em 24 de dezembro, fora informado que o repertório "une Brasil em fusões percussivas", ou seja, o projeto traz batidas de várias partes do país. Em "Trio em Transe", Mercury mistura o hip-hop com o samba-afro para homenagear os artistas, "criadores e criaturas da arte". A canção revela que seu trabalho apresenta grande influência do movimento antropofágico, resultante da Semana de Arte Moderna de 1922; além dessa, há o tropicalismo dos anos 60, quando canta "O que é que a Baiana Tem?", com a participação de Carmen Miranda, demonstrando a importância dos grandes artistas brasileiros que levou a cultura brasileira para todo o mundo.
Mercury ainda interpreta "Como Nossos Pais", canção consagrada por Elis Regina, "Oyá Por Nós", mistura dos ritmos e cultura do candomblé com a música eletrônica, e "Swing da Cor". "Iluminado" e "Nobre Vagabundo", canção que mistura samba-reggae com calypso, e "É Carnaval [Touch Your Button (Carnival Jam)]" também estiveram presentes na noite do espetáculo. Daniela declarou que "o carnaval explica o povo brasileiro, quem somos como gente, pois é uma festa de fraternidade, alegria e música, que reúne milhões de pessoas diferentes que dançam juntas como um povo que se reconhece na diversidade e que convive com as diferenças. O que o homem tem a tendência de separar no cotidiano, o carnaval reúne na igualdade [...] Se o amor se reparte, somos todos um. Somos um só povo, que sabe celebrar a vida, por mais difícil que ela seja, e é uma dádiva para todos nós dividirmos isso com o mundo. Somos um povo acolhedor, gentil e preparado para receber pessoas de todos os cantos do planeta". Durante a gravação, foi necessário que Mercury repetisse algumas canções. Pedindo desculpas ao público, Daniela ouve o coro "O amor de Julieta e Romeu/Igualzinho o meu e o seu", que vinha da multidão que estava ali para a gravação.

## Divulgação

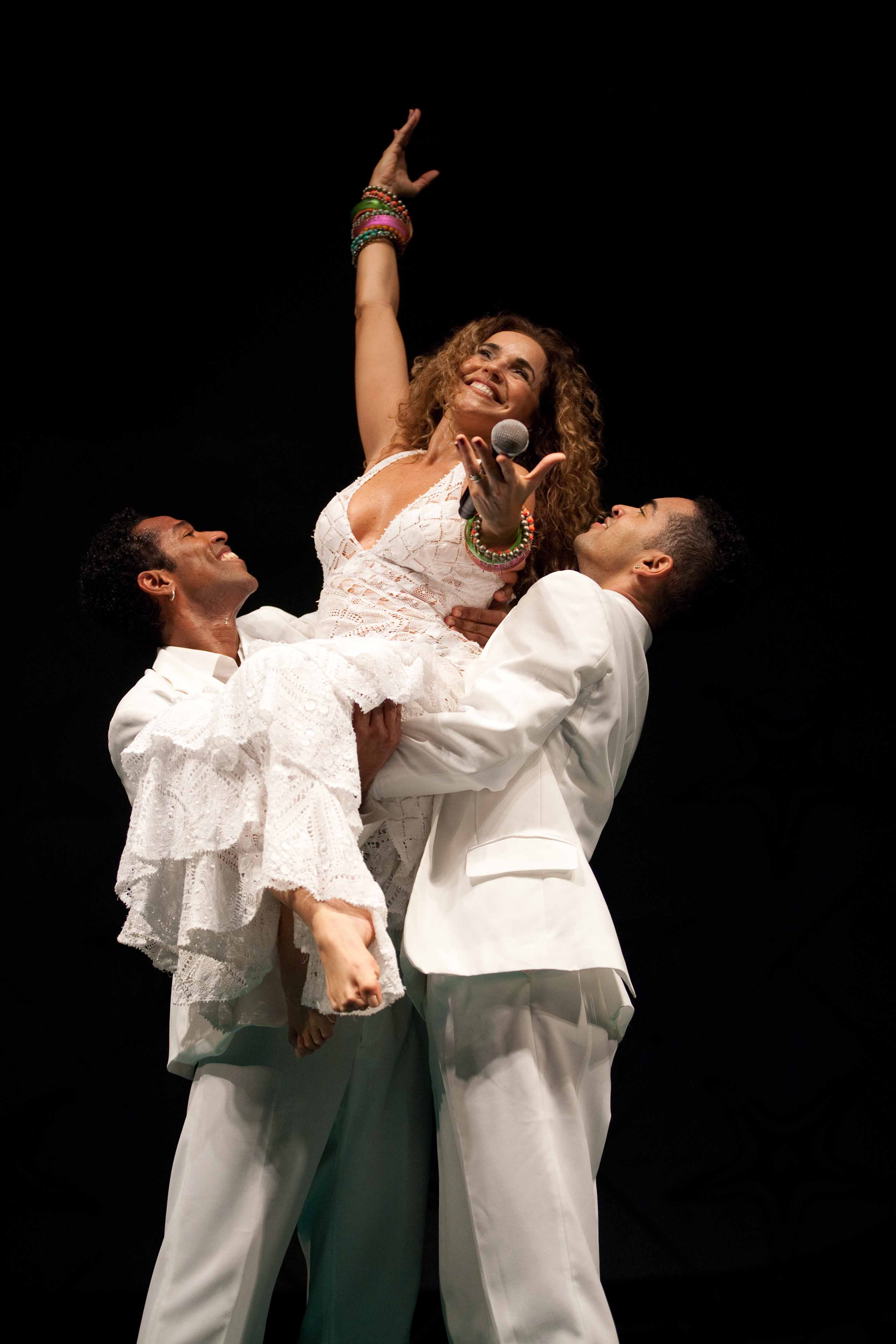
Daniela Mercury e seus dançarinos durante a turnê internacional do seu último álbum.

Em 26 de novembro de 2010, a cantora esteve presente no programa Bem, Amigos!, da SporTV, apresentado por Galvão Bueno, onde interpretou "Iluminado" e "É Carnaval [Touch Your Button (Carnival Jam)]", além de falar sobre a gravação do espetáculo na comemoração do ano-novo.. Em 13 de dezembro de 2010, a cantora esteve no programa de Hebe Camargo, Hebe, onde falou sobre a gravação do DVD em Copacabana e interpretou canções de seu último álbum. Um dia depois da coletiva de imprensa sobre o espetáculo no Rio de Janeiro, em 14 de dezembro, Daniela Mercury gravou uma participação no programa de Angélica, Estrelas, transmitido em 25 de dezembro, como especial de Natal, onde Mercury contou sobre as expectativas da gravação do projeto. Durante o programa "Hoje em Dia", transmitido pela Rede Record, Mercury falou sobre o Natal, ensaios e a gravação do espetáculo e seus convidados. Faltando 15 dias para sua apresentação nas areias de Copacabana, Mercury começou a disponibilizar em seu perfil oficial no YouTube, pequenos making-of's.
Após a gravação do DVD na orla de Copacabana, Mercury foi à Salvador, onde se apresentou, pela décima primeira vez, no projeto "Pôr do Som", no Farol da Barra. Lá, a cantora apresentou o mesmo espetáculo que havia feito no Rio de Janeiro. A cantora ainda chamou Vander Lee, para interpretar "Iluminado", e para à Contigo!, Mercury disse que "esse ano é meu! Estou mega feliz. Começo o ano bem com gravação do DVD em que eu estou me sentindo maravilhada, e com projetos importantes. Surpresas bacanas para o Carnaval, lançamento do DVD, e um show mais intimista com MPB, algo ainda secreto para esse inicio de ano".
Em 5 de maio de 2011, a cantora realizou um ensaio fotográfico para a divulgação do projeto. Dois dias depois, Mercury reiniciou a turnê de Canibália, agora com o objetivo de promover os dois álbuns e, principalmente, o DVD. Em 16 de dezembro, ela compareceu ao Entrevista Record da Record News para divulgar o disco, e cantou "Quero Ver o Mundo Sambar", "À Primeira Vista", "Iluminado" e "O Canto da Cidade".

### Singles
Em 1 de novembro de 2011, a cantora disponibilizou em seu perfil oficial no site de vídeos YouTube duas canções: "É Carnaval [Touch Your Button (Carnival Jam)]" e "Iluminado", que são referidas como "carnavalesco" e "verão apaixonado", respectivamente. Diferente dos singles convencionais, as canções apresentadas por Daniela Mercury não estariam disponível para download, mas, poderiam ser executadas pelos internautas através do perfil oficial da cantora no YouTube.
"É Carnaval [Touch Your Button (Carnival Jam)]" é uma versão da canção "Touch Your Button (Carnival Jam)", de Wyclef Jean, ex-Fugees, lançada em seu álbum Carnival Vol. II: Memoirs of an Immigrant, que conta com a participação de Daniela Mercury, e é o hit para o carnaval de 2011. A versão fora composta por Mercury, Marivaldo dos Santos, do Stomp, Márcio Victor, da banda Psirico e Marcelo Quintanilha. A cantora disse que a canção mostra a capacidade brasileira de se conviver com a diversidade. A canção foi lançado como airplay em 2010. "Iluminado" é uma balada romântica influênciada pelo reggae, composta por Vander Lee, sob um novo arranjo. A canção foi lançada nas rádios em 16 de setembro de 2011.

### Turnê mundial
| América do Sul         |                  |                |                                                          |
| 10 de março de 2011    | São Paulo        | Brasil         | Alberto Bertelli Lucatto                                 |
| 16 de julho de 2011    | Formosa          | Argentina      | XXX Fiesta Del Pomelo                                    |
| 23 de julho de 2011    | Fortaleza        | Brasil         | Fortal 2011                                              |
| 12 de agosto de 2011   | Rio de Janeiro   | Brasil         | Expo Fest 2011                                           |
| 27 de setembro de 2011 | Montevidéu       | Uruguai        | Teatro de Verano Ramón Collazo                           |
| América do Norte       |                  |                |                                                          |
| 7 de outubro de 2011   | Nova York        | Estados Unidos | Best Buy Theater                                         |
| 8 de outubro de 2011   | Miami            | Estados Unidos | The Adrienne Arsht Center                                |
| 10 de outubro de 2011  | Cidade de México | México         | Plaza Condesa                                            |
| 11 de outubro de 2011  | Cidade de México | México         | Plaza Condesa                                            |
| 13 de outubro de 2011  | Los Angeles      | Estados Unidos | The Greek Theatre                                        |
| 14 de outubro de 2011  | San Francisco    | Estados Unidos | The Paramount Theatre                                    |
| 15 de outubro de 2011  | San Diego        | Estados Unidos | 4th and B Theatre                                        |
| 20 de outubro de 2011  | Toronto          | Canadá         | TKool Haus                                               |
| Europa                 |                  |                |                                                          |
| 10 de novembro de 2011 | Basileia         | Suíça          | 26º edição do AVO Session Basel                          |
| América do Sul         |                  |                |                                                          |
| 27 de novembro de 2011 | São Paulo        | Brasil         | Esquenta Verão em São Paulo                              |
| 31 de dezembro de 2011 | Aracaju          | Brasil         | Réveillon Praia de Atalaia                               |
| 1 de janeiro de 2012   | Salvador         | Brasil         | Farol da Barra                                           |
| 3 de março de 2012     | Rio de Janeiro   | Brasil         | Rio Verão Festival                                       |
| 9 de março de 2012     | San Luis         | Argentina      | Autódromo Circuito Internacional de Potrero de los Funes |
| 10 de março de 2012    | San Luis         | Argentina      | Autódromo Circuito Internacional de Potrero de los Funes |
| 21 de abril de 2012    | Porto Seguro     | Brasil         |                                                          |
| Ásia                   |                  |                |                                                          |
| 10 de maio de 2012     | Tel Aviv         | Israel         | Tel Aviv White City Music Festival                       |
| América do Sul         |                  |                |                                                          |
| 4 de agosto de 2012    | São Paulo        | Brasil         | Via Funchal                                              |
| 6 de agosto de 2012    | Rio de Janeiro   | Brasil         |                                                          |
| 18 de agosto de 2012   | Fortaleza        | Brasil         | Centro de Eventos do Ceará                               |
| 31 de agosto de 2012   | Brasília         | Brasil         | O Maior São João do Cerrado                              |
| 16 de dezembro de 2012 | Mar del Plata    | Argentina      | 41° Fiesta Nacional del Mar                              |
| 31 de dezembro de 2012 | São Paulo        | Brasil         | Réveillon na Avenida Paulista                            |
| 1 de janeiro de 2013   | Salvador         | Brasil         | Farol da Barra                                           |
| 26 de janeiro de 2013  | Rio de Janeiro   | Brasil         |                                                          |
| 1 de fevereiro de 2013 | João Pessoa      | Brasil         | XX Bloco Picolé com Manga                                |
| Europa                 |                  |                |                                                          |
| 5 de abril de 2013     | Lisboa           | Portugal       | Coliseu de Lisboa                                        |
| 6 de abril de 2013     | Porto            | Portugal       | Coliseu do Porto                                         |
| América do Sul         |                  |                |                                                          |
| 11 de maio de 2013     | Prado            | Brasil         | Baile Perfumado                                          |
| 18 de maio de 2013     | São Paulo        | Brasil         | Virada Cultural 2013                                     |
| 8 de junho de 2013     | Brasília         | Brasil         | Boate Disel                                              |
| 3 de agosto de 2013    | Bonito           | Brasil         | Festival de Inverno de Bonito                            |

## Lista de faixas
| Edição em CD   |                                                                                        |                                                                  |         |  |
| N.º            | Título                                                                                 | Compositor(es)                                                   | Duração |  |
| 1.             | "Bênção do Samba (Na Baixa dos Sapateiros / O Samba da Minha Terra / Samba de Bênção)" | Ary Barroso · Dorival Caymmi · Baden Powell · Vinicius de Moraes | 4:40    |  |
| 2.             | "O Mais Belo dos Belos / Por Amor ao Ilê" (participação de Banda Didá)                 | Guiguio · Adailton Poesia · Valter Farias                        | 5:10    |  |
| 3.             | "O que é que a Baiana Tem?" (participação de Carmen Miranda)                           | Dorival Caymmi                                                   | 3:36    |  |
| 4.             | "Sol do Sul"                                                                           | Daniela Mercury · Gabriel Povoas                                 |         |  |
| 5.             | "Minas com Bahia"                                                                      | Chico Amaral                                                     | 6:58    |  |
| 6.             | "Iluminado"                                                                            | Vander Lee                                                       | 4:42    |  |
| 7.             | "Quero a Felicidade"                                                                   | Mercury · Manno Góes                                             | 4:30    |  |
| 8.             | "O Reggae e o Mar / Batuque (Tá no Batuque)" (participação de Afro Lata)               | Daniela Mercury · Rey Zulu · Genivaldo Evangelista               | 3:33    |  |
| 9.             | "Trio em Transe"                                                                       | Mercury · Marivaldo dos Santos · Povoas                          | 3:19    |  |
| 10.            | "Quero Ver o Mundo Sambar"                                                             | Mercury                                                          | 4:13    |  |
| 11.            | "Paixão de Coração" (participação de Boi Garantido)                                    | Demétrius Haidos · Geandro Pantoja                               | 5:51    |  |
| 12.            | "Oyá por Nós" (Citação: "Atabaquez")                                                   | Daniela Mercury · Margareth Menezes · Marivaldo dos Santos       | 4:25    |  |
| 13.            | "Como Nossos Pais"                                                                     | Belchior                                                         | 3:58    |  |
| Duração total: | Duração total:                                                                         | Duração total:                                                   | 58:59   |  |

| Edição em DVD  |                                                                                        |                                    |         |  |
| N.º            | Título                                                                                 | Compositor(es)                     | Duração |  |
| 1.             | "MBira"                                                                                |                                    | 3:31    |  |
| 2.             | "Bênção do Samba (Na Baixa dos Sapateiros / O Samba da Minha Terra / Samba de Bênção)" | Barroso · Caymmi · Powell · Moraes | 4:46    |  |
| 3.             | "Preta"                                                                                | Barbado · Carvalho · Castro        | 4:14    |  |
| 4.             | "O Mais Belo dos Belos / Por Amor ao Ilê" (participação de Banda Didá)                 | Guiguio · Poesia · Farias          | 5:17    |  |
| 5.             | "Ilê Pérola Negra (O Canto do Negro)" (participação de Banda Didá)                     | Rene Veneno · Miltão · Guiguio     | 6:24    |  |
| 6.             | "O que é que a Baiana Tem?" (participação de Carmen Miranda)                           | Caymmi                             | 3:42    |  |
| 7.             | "Sol do Sul"                                                                           | Mercury · Povoas                   | 6:58    |  |
| 8.             | "Minas com Bahia" (participação de Gabriel Povoas)                                     | Amaral                             | 4:03    |  |
| 9.             | "Música de Rua"                                                                        | Mercury · Pierre Onassis           | 3:42    |  |
| 10.            | "Quero a Felicidade"                                                                   | Mercury · Góes                     | 4:33    |  |
| 11.            | "Rapunzel"                                                                             | Carlinhos Brown · Alain Tavares    | 4:50    |  |
| 12.            | "O Reggae e o Mar / Batuque (Tá no Batuque)" (participação de Afro Lata)               | Mercury · Zulu · Evangelista       | 3:36    |  |
| 13.            | "Iluminado"                                                                            | Lee                                | 5:14    |  |
| 14.            | "Trio em Transe"                                                                       | Mercury · Santos · Povoas          | 3:22    |  |
| 15.            | "Quero Ver o Mundo Sambar" (participação de G.R.E.S. Unidos da Tijuca)                 | Daniela Mercury                    | 4:16    |  |
| 16.            | "Vide Gal" (participação de G.R.E.S. Unidos da Tijuca)                                 | Mercury                            | 3:47    |  |
| 17.            | "Paixão de Coração" (participação de Boi Garantido)                                    | Haidos · Pantoja                   | 5:51    |  |
| 18.            | "Vermelho" (participação de Boi Garantido)                                             | Chico Da Silva · Julinho Teixeira  | 3:40    |  |
| 19.            | "Oyá por Nós" (Citação: "Atabaquez")                                                   | Mercury · Menezes · Santos         | 6:37    |  |
| 20.            | "Swing da Cor"                                                                         | Luciano Gomes                      | 4:27    |  |
| 21.            | "Maimbê Dandá"                                                                         | Brown · Mateus Aleluia             | 6:03    |  |
| 22.            | "O Canto da Cidade"                                                                    | Mercury · Tote Gira                | 9:36    |  |
| Duração total: | Duração total:                                                                         | Duração total:                     | 58:59   |  |

## Equipe técnica
| Direção Daniela Mercury (artística e musical) Vavá Botelho (artístico) Gabriel Povoas (musical e co-direção) Sivaldo Tavares (assistente) Webster Santos (banda) Produção Flávio Dultra (executivo) Marcelo Dantas (executivo) Adriana Saldanha (executivo) Alê Siqueira (musical) Imagem Gringo cardia (cenografia) | Roupa e figurino Martha Medeiros (figurino) Daniela Mercury (concepção dos figurinos) Instrumentos Alexandre Vargas (guitarra) Luisinho do Gegê (percussão) Cesário Leony (baixo) Participações GRES Unidos da Tijuca (bateria da escola de samba) AfroReggae Boi Garantido Banda Didá |

## Histórico de lançamento
Em 18 de junho de 2011, a revista Quem, Mercury disse em sua página na internet, que o projeto seria lançado em 15 de julho de 2011. No entanto, o DVD não estava disponível nas lojas.
| País           | Data                   | Formato                 | Gravadora         | Catálogo |
| -------------- | ---------------------- | ----------------------- | ----------------- | -------- |
| Estados Unidos | 13 de setembro de 2011 | CD DVD download digital | Four Quarters Ent |          |
| Brasil         | 25 de novembro de 2011 | CD DVD download digital | Som Livre         |          |